# Whitney (documental)
Whitney és una pel·lícula documental del 2018 sobre la cantant i actriu estatunidenca Whitney Houston. Va ser dirigida per Kevin Macdonald i produïda per Simon Chinn, Jonathan Chinn i Lisa Erspamer. Whitney es va exhibir per primer cop fora de competició aal Festival de Canes el 16 de maig de 2018 amb una estrena a cinemes el 6 de juliol de 2018. La pel·lícula va rebre comentaris positius de la crítica i del públic i va recaptar 4,7 milions de dòlars a tot el món. El desembre de 2018, Whitney va ser nominada als 61ns premis Grammy com a millor pel·lícula musical. Està previst que la versió doblada al català s'emeti el 27 de desembre al programa Sense ficció de TV3.